# Lake Eyrie
Lake Eyrie är en sjö i Australien.   Den ligger i sydvästra delen av delstaten Western Australia. Lake Eyrie ligger 123 meter över havet. Arean är 0,34 kvadratkilometer. Den sträcker sig 0,6 kilometer i nord-sydlig riktning, och 0,6 kilometer i öst-västlig riktning.
I omgivningarna runt Lake Eyrie växer huvudsakligen savannskog. Runt Lake Eyrie är det mycket glesbefolkat, med 2 invånare per kvadratkilometer.